# 1. Wiener Neustädter SC (1908)
El 1. Wiener Neustädter SC fue un equipo de fútbol de Austria que nunca jugó en la Bundesliga, la liga de fútbol más importante del país.

## Historia
Fue fundado en el año 1908 en la ciudad de Wiener Neustadt en la Baja Austria por estudiantes vieneses, logrando ascender a la máxima categoría amateur de Austria en 1923, y ganaron su primer campeonato amateur en la temporada 1935/36.
Luego de que el profesionalismo fue prohibido por el nacionalismo, la liga amateur fue la liga más alta a la que el club pudo ascender en ese periodo, perdiendo la clasificación a la primera división en la temporada 1941/42.
Tras desceder en la temporada 1960/61, a la temporada siguiente retornó a la máxima categoría tras ganar la Región Oriental, quedándose hasta 1967 en la liga superior. Tras su descenso, estuvieron en la Primera Liga de Austria hasta la temporada 1980/81, cuando descendieron a la Regionalliga West. En 1994 retornaron a la Primera Liga de Austria, pero al poco tiempo retornaron a la tercera división; y para la temporada 1997/98 descendieron al cuarto nivel de Austria: la Liga Nacional de la Baja Austria.
Estuvieron hasta el 2004 en el cuarto nivel de Austria hasta que descendieron al quinto nivel de Austria, la Liga Oriental, donde permanecieron hasta la temporada 2008/09.
A finales del 2008 se decidió que el club FC Magna Wiener Neustadt tomaría el lugar del club, el cual fue disuelto oficialmente el 27 de abril del 2009.
Lograron jugar una final de la Copa de Austria en la temporada 1964/65, perdiendo ante el LASK Linz.

## Palmarés
- Campeonato Amateur de Austria: 1

1934/35

## Participación en competiciones de la UEFA
| Temporada | Torneo                | Ronda   | Club           | Casa | Visita | Global |
| --------- | --------------------- | ------- | -------------- | ---- | ------ | ------ |
| 1961      | Copa Mitropa          | Grupo 3 | Udinese Calcio |      | 1-4    |        |
| 1961      | Copa Mitropa          | Grupo 3 | SK Kladno      | 0-5  |        |        |
| 1961      | Copa Mitropa          | Grupo 3 | Linzer ASK     | 4-1  |        |        |
| 1965/66   | UEFA Cup Winners' Cup | 1/8     | Stiinta Cluj   | 0–1  | 0-2    | 0–3    |

## Jugadores destacados
- Oskar Kohlhauser
- Rudolf Pichler
- Christian Fuchs
- Cem Atan